# 디바 자파
디바 자파(Diva Zappa, 1979년 7월 30일 ~ )는 미국의 배우, 가수, 기업가, 작곡가, 패션 디자이너이다.
로스앤젤레스에서 태어났다.

## 영화
- 썸머 82: 웬 자파 케임 투 시칠리 (2013년)
- 더 블러디 인더전트 (2011년)
- 두 낫 디스터브 (2010년)
- 플레지 디스! (2006, National Lampoon's Pledge This!)